# Deutella mayeri
Deutella mayeri är en kräftdjursart som beskrevs av Stebbing 1895. Deutella mayeri ingår i släktet Deutella och familjen Pariambidae. Inga underarter finns listade i Catalogue of Life.